# Zanthoxylum andamanicum
Zanthoxylum andamanicum är en vinruteväxtart som beskrevs av Wilhelm Sulpiz Kurz. Zanthoxylum andamanicum ingår i släktet Zanthoxylum och familjen vinruteväxter. Inga underarter finns listade i Catalogue of Life.